# Sông Đa Guoay
Sông Đa Guoay, tên khác: sông Da Huoai, sông Da M'Bri, là một con sông đổ ra sông Đồng Nai. Sông Đa Guoay chảy qua các tỉnh Đồng Nai, Lâm Đồng, Bình Thuận .
Sông có chiều dài 93 km và diện tích lưu vực là 954 km² .